# Герб Корюківки
Герб Корю́ківки — символ місцевого самоврядування міста Корюківки Чернігівської області.

## Опис
«У золотому щиті коренистий дуб із червоним стовбуром і зеленою кроною, на якому три перехрещені срібні булави у формі зірки руків'ями вниз».

## Трактування символіки
Символ дуба в гербі пов‘язаний з назвою громади. Корюка — прізвище першого поселенця-засновника. А саме слово «корюка» асоціюється з корою, корінням. Тому образ корчистого дуба з розгалуженим корінням символізує козака, який заснував поселення, оселившись і «пустивши коріння» на цьому місці. Цей символ також пов'язаний із Корюківським лісом — заповідними дібровами з дубами віком понад 100 років, і нарешті з Корюківським дубом — ботанічною пам'яткою природи віком понад 200 років. Крім того, символ дерева відображає такі особливості економіки міста, як традиційне паперове та меблеве виробництва. Червоний колір стовбура нагадує про Корюківську трагедію і символізує мучеництво й героїзм корюківчан у роки війни.
Зображення трьох булав на гербі Корюківки пов‘язує громаду з козацькою епохою в історії України, оскільки саме на ці часи припадає час заснування Корюківки. Крім того, підкреслюється унікальний факт, що Корюківка в різний час була ранговим поселенням трьох українських гетьманів, кожен з яких — Самойлович, Мазепа і Полуботок — визначні діячі української історії. При визначенні маєтностей, що надавалися для утримання гетьмана — «на ранг гетьмана», використовувалося формулювання «на булаву й особу його гетьманську».

## Затвердження
Затвердження герба Корюківки відбувалось за таким сценарієм:
Керівництво міста на чолі з міським головою Ігорем Матюхою — закликали громадян надавати пропозиції (при цьому обумовлювалося, що до уваги беруться лише ідеї, і не оцінюється художнє оформлення) і звернулися до Українського геральдичного товариства з проханням надати фахові консультації та допомогти узагальнити результати конкурсу зі створенням остаточного варіанту герба і прапора міста.
Серед пропозицій щодо мотивів міської символіки найчастіше зазначалися такі:
- Переказ про заснування поселення в 1657 році козаком Омеляном Корюкою — переселенцем із Правобережної України;
- Козаччина, коли Корюківка входила до рангових маєтностей гетьманів Самойловича, Мазепи, Чернігівського полковника і наказного гетьмана Полуботка;
- Слава Корюківки в 19 столітті завдяки продукції цукрової фабрики, яка за високу якість одержала золоті медалі на Всеросійській виставці в Москві (1882 р.) і Всесвітній — у Парижі (1900 р.);
- Трагічні події Другої світової війни, коли Корюківка була центром партизанського руху на Чернігівщині і пережила каральну операцію під час якої фашистами було знищено близько 7 тисяч мирних жителів;
- Паперове виробництво, як провідна галузь сучасної економіки міста та віковічні діброви Корюківщини.